# کن‌تاو
کن‌تاو (کن‌داغ) (به قزاقی: Кентау، كەنتاۋ) به معنی کوه فلز شهری در استان قزاقستان جنوبی کشور قزاقستان است که در سرشماری سال ۲۰۰۸ میلادی، ۶۰۷۹۹ نفر جمعیت داشته است و از سال ۱۹۵۵ میلادی به‌عنوان شهر شناخته می‌شده است.

## نگارخانه

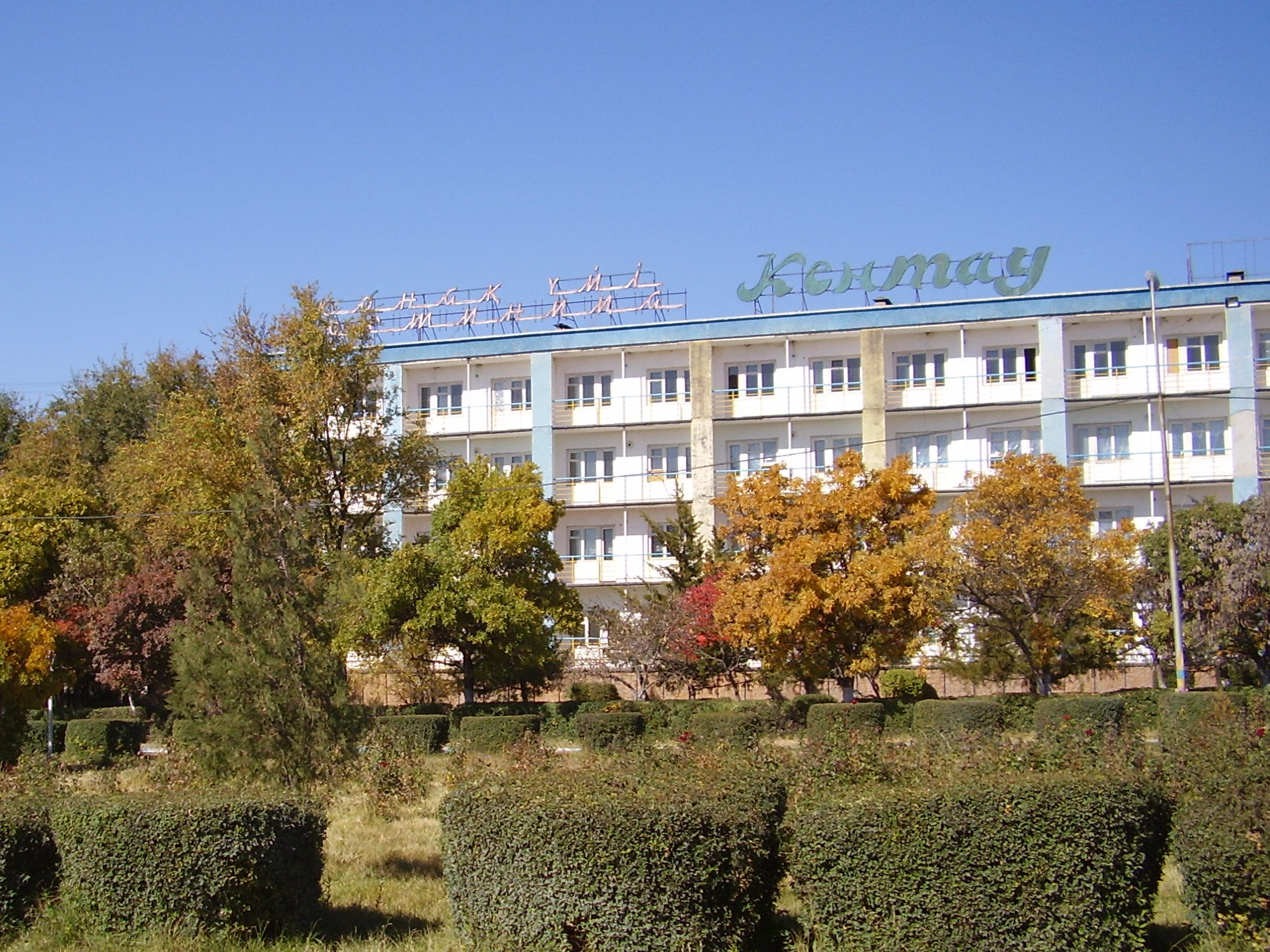
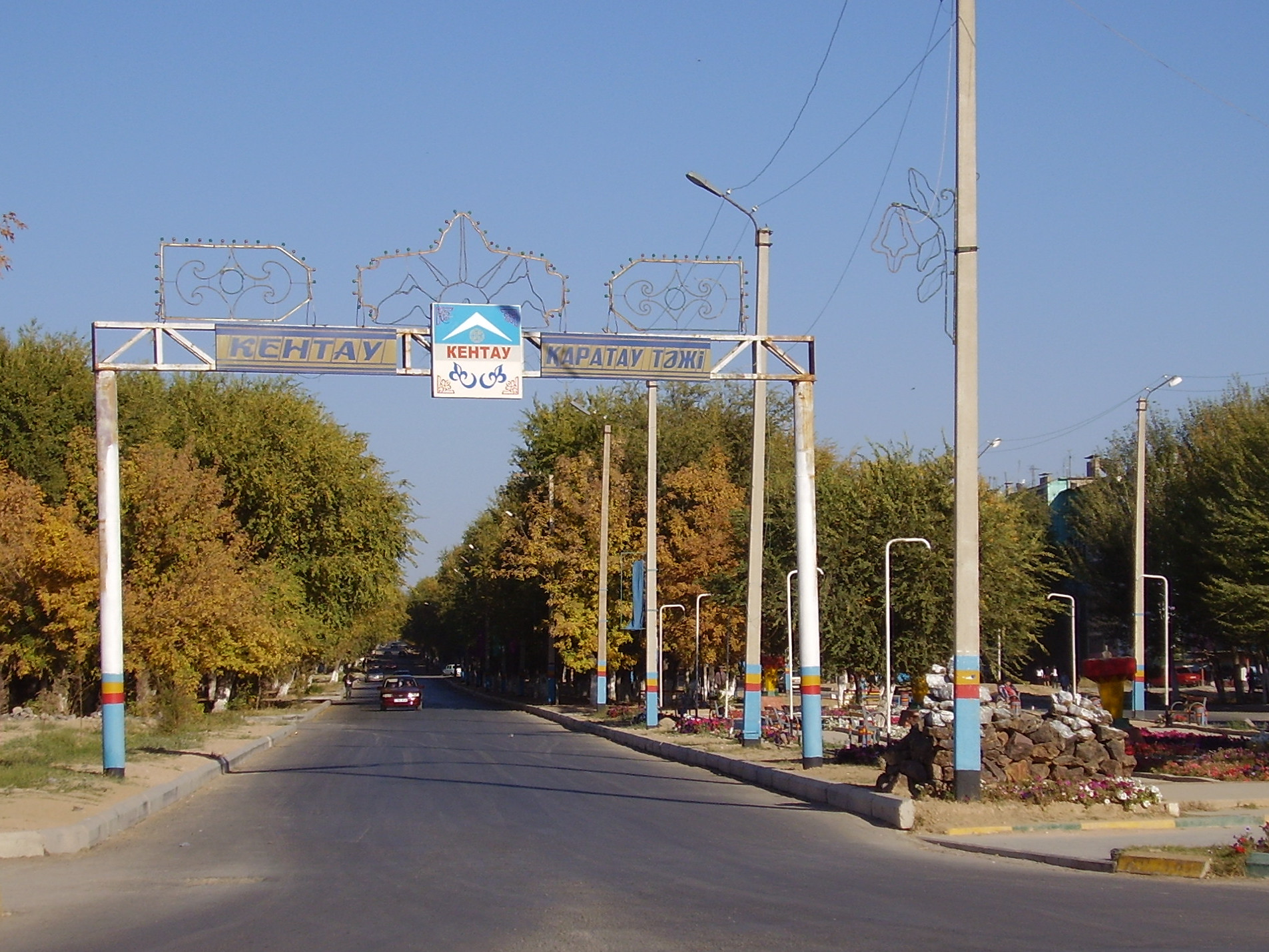
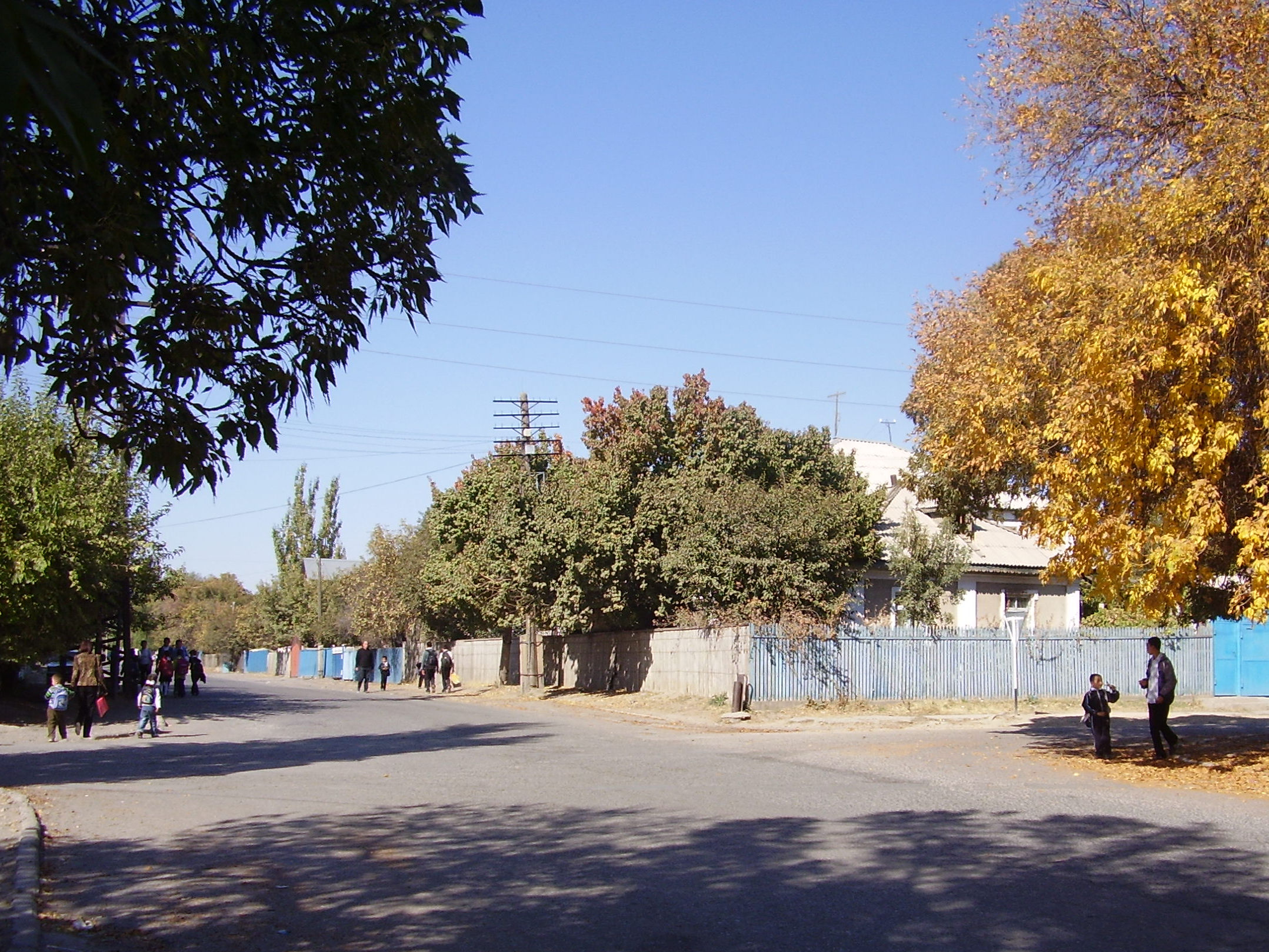